# Luca Minisini
Luca Minisini detto Dé (Livorno, 25 marzo 1977) è un fantino italiano.

## Carriera
Figlio d'arte (il padre Riccardo è stato un fantino professionista in ippodromo, esordisce al Palio di Siena il 2 luglio 1998 indossando i colori della Contrada della Selva. Il soprannome Dé  fa riferimento alle sue origini livornesi, essendo questa parola un intercalare tipico proprio di Livorno.
Ha collezionato 22 presenze al Palio di Siena, riuscendo a centrare 3 vittorie. La prima arriva con la Contrada del Leocorno nell'agosto 2000, montando il cavallo Venus VIII. Si ripete nell'agosto 2001 con la Contrada del Drago cavalcando Zodiach, barbero all'esordio: il Dè supera alla prima curva di San Martino l'Istrice e va a vincere un Palio condotto sempre in testa.
Ottiene la terza vittoria nel Palio successivo, il 2 luglio 2002, con la Contrada Sovrana dell'Istrice, montando il cavallo Ugo Sanchez, riuscendo in rimonta a sopravanzare la Contrada Capitana dell'Onda e il fantino Alberto Ricceri detto Salasso proprio a ridosso del bandierino d'arrivo.
Dopo queste vittorie, Minisini corre ancora in Piazza del Campo in altre 15 occasioni, senza riuscire però a ripetersi. Nell'agosto del 2007 inizia un sodalizio con la Contrada della Giraffa: per i colori di questa Contrada corre il 16 agosto 2007 con il cavallo Gridu, e il 2 luglio 2008 con Gezabele. Corre il Palio dell'Assunta dello stesso anno (nel quale la Contrada della Giraffa non era impegnata) indossando il giubetto del Valdimontone. Corre in Piazza del Campo per altri cinque anni, sino all'agosto 2013.

## Presenze al Palio di Siena
Le vittorie sono evidenziate ed indicate in neretto.
| Palio            | Contrada     | Cavallo                |
| ---------------- | ------------ | ---------------------- |
| 2 luglio 1998    | Selva        | Papavero Nero (scosso) |
| 16 agosto 1999   | Drago        | Paola Barale (scosso)  |
| 16 agosto 2000   | Leocorno     | Venus VIII             |
| 9 settembre 2000 | Drago        | Altoprato              |
| 2 luglio 2001    | Drago        | Alghero                |
| 16 agosto 2001   | Drago        | Zodiach                |
| 2 luglio 2002    | Istrice      | Ugo Sancez             |
| 16 agosto 2002   | Drago        | Altoprato              |
| 2 luglio 2003    | Drago        | Ugo Sancez             |
| 16 agosto 2003   | Chiocciola   | Altoprato              |
| 16 agosto 2004   | Drago        | Berio                  |
| 2 luglio 2005    | Aquila       | Zilata Usa             |
| 16 agosto 2005   | Leocorno     | Elisir Logudoro        |
| 2 luglio 2006    | Torre        | Desmon (scosso)        |
| 16 agosto 2006   | Nicchio      | Zodiach                |
| 16 agosto 2007   | Giraffa      | Gridu                  |
| 2 luglio 2008    | Giraffa      | Gezabele               |
| 16 agosto 2008   | Valdimontone | Choci                  |
| 2 luglio 2009    | Oca          | Indira Bella           |
| 16 agosto 2009   | Aquila       | Indira Bella (scosso)  |
| 2 luglio 2013    | Onda         | Ozzastru               |
| 16 agosto 2013   | Selva        | Nicolas de Pedra Ulpu  |

## Presenze agli altri Palii

### Palio di Asti
| Palio          | Rione, Borgo, Comune        | Cavallo    | Piazzamento                                        |
| -------------- | --------------------------- | ---------- | -------------------------------------------------- |
| 1999           | Borgo San Marzanotto        | Baryt      | Eliminato in batteria                              |
| 2000 Giubileo  | Borgo San Pietro            | Blue Baker | 5° (Coccarda)                                      |
| 2000 Ordinario | Borgo San Pietro            | Zecky      | 6°                                                 |
| 2001           | Borgo San Pietro            | Zecky      | 5° (Coccarda)                                      |
| 2002           | Rione San Secondo           | Bellamore  | 6°                                                 |
| 2003           | Rione San Martino San Rocco | Torakiki   | 6°                                                 |
| 2004           | Rione San Martino San Rocco | Dahra      | Eliminato in batteria                              |
| 2005           | Rione Cattedrale            | Ranvan     | Sostituito in finale per infortunio da M.Olimpieri |
| 2013           | Rione Santa Caterina        |            | Eliminato in batteria                              |

### Palio di Fucecchio
| Palio | Contrada       | Cavallo          | Piazzamento           | Note                                                   |
| ----- | -------------- | ---------------- | --------------------- | ------------------------------------------------------ |
| 1998  | Querciola      | Jalmood The Best | Eliminato in batteria | Rimasto fermo alla mossa                               |
| 2003  | Ferruzza       | Bugia            | 2°                    |                                                        |
| 2004  | Ferruzza       | Artù Valoroso    | 5°                    |                                                        |
| 2005  | Ferruzza       | Franziska Saura  | Eliminato in batteria |                                                        |
| 2007  | Ferruzza       | Ginger De Mores  | Eliminato in batteria |                                                        |
| 2008  | Samo           | Fantastic Light  | 6°                    | Caduto in batteria                                     |
| 2009  | Samo           | Misteriosu       | 4°                    |                                                        |
| 2010  | Samo           | Moschino         | /                     | Non prende parte al palio per un infortunio al cavallo |
| 2011  | Porta Bernarda | Lampante         | 3°                    |                                                        |
| 2012  | Massarella     | Ora Basta        | Eliminato in batteria |                                                        |